# Tremont City (Ohio)
Pour les articles homonymes, voir Tremont City.
Tremont City est un village américain situé dans le comté de Clark, dans l'Ohio. Selon le recensement de 2010, sa population est de 375 habitants.